# Dianne Holum
Dianne Holum (n. 19 mai 1951, Chicago, Illinois, SUA) este o sportivă ce a reprezentat Statele Unite ale Americii, medaliată olimpică. A participat la 2 ediții ale Jocurilor Olimpice (1968, 1972) în care a câștigat o medalie de aur, o medalie de argint și o medalie de bronz.